# Hrabstwo Stanton (Nebraska)

Piramida wieku hrabstwa

Hrabstwo Stanton (ang. Stanton County) – hrabstwo w stanie Nebraska w Stanach Zjednoczonych. W roku 2010 liczba mieszkańców wyniosła 6129. Stolicą i największym miastem jest Stanton.

## Geografia
Całkowita powierzchnia wynosi 1116 km² z czego woda stanowi 2,6 km² (0,29%).

### Miejscowości
- Pilger (wieś)
- Stanton
- Woodland Park (CDP)